# Astronesthes indopacificus
Astronesthes indopacificus is een  straalvinnige vissensoort uit de familie van Stomiidae. De wetenschappelijke naam van de soort is voor het eerst geldig gepubliceerd in 1997 door Parin & Borodulina.
De soort staat op de Rode Lijst van de IUCN als niet bedreigd, beoordelingsjaar 2009.